# Train réversible

Train réversible encadré par 2 locomotives commandées par un seul conducteur.

Train réversible avec une locomotive et une voiture-pilote commandant la locomotive en marche poussée.

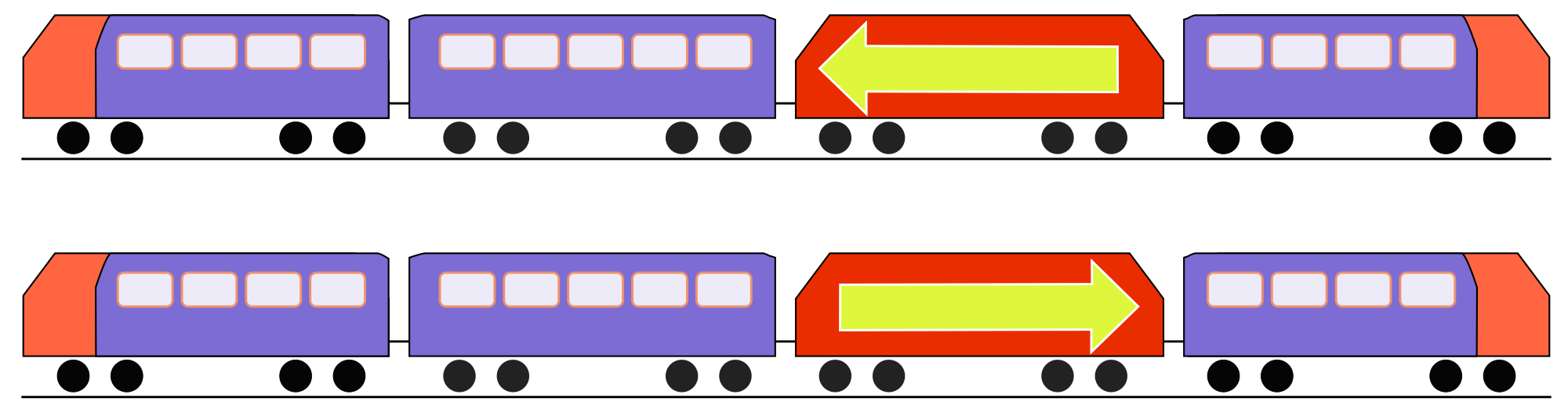
Train réversible avec locomotive au milieu du train et deux voitures-pilotes.

Un train réversible est un train capable de circuler dans les deux sens de marche. Dans certaines langues, un tel train est appelé train poussé-tiré, par exemple en anglais push-pull train ou en néerlandais trek-duwtrein.

## Définitions
En France, suivant l'Établissement public de sécurité ferroviaire (EPSF), un  « train réversible » est un train « comportant une cabine de conduite à chacune de ses extrémités ».

## Composition
Un train réversible est composé :
- d'une ou plusieurs locomotive(s)
- d'une ou plusieurs rame(s) réversible(s)

Il dispose d'un poste de conduite à chaque extrémité, ce qui lui permet de repartir dans l'autre sens (soit au terminus de son parcours, soit dans toute gare en impasse rencontrée en cours de route) sans effectuer de manœuvre de locomotive.
Il peut être composé de différentes manières :
- une voiture-pilote d'un côté et une locomotive de l'autre ;
- rame encadrée par deux locomotives, en service simultanément ou alternativement (dans ce dernier cas, c'est celle de tête qui est motrice) ;
- une voiture-pilote à chaque extrémité et une locomotive intercalée dans la rame (rame dromadaire).